# Impact SA
Impact Developer & Contractor S.A. este o companie română al cărui domeniu de activitate îl reprezintă dezvoltările imobiliare rezidențiale.
Cu o capitalizare bursieră de peste 1 miliard de lei la sfârșitul anului 2021, Impact este primul dezvoltator imobiliar listat la Bursa de Valori București - din anul 1996.
În octombrie 2009, capitalizarea bursieră a companiei era de 27,7 milioane euro, față de circa 300 milioane euro în octombrie 2008.
Număr de angajați:
- 2009: 99[2]
- 2008: 158[2]

Cifra de afaceri în 2008: 54,2 milioane lei (12,7 milioane euro)
Cel mai important acționar minoritar al societății este Popp Ioan Dan, cu o deținere de 27,96%, în vreme ce Săndulescu Daniela controlează un pachet de 11,3%, iar fondul american de investiții Julius Baer deține 8,46% din capitalul societății.